# Chordodasys antennatus
Chordodasys antennatus är en djurart som tillhör fylumet bukhårsdjur, och som beskrevs av Rieger, et al 1974. Chordodasys antennatus ingår i släktet Chordodasys och familjen Chordodasyidae. Inga underarter finns listade i Catalogue of Life.